# Мантелло, Джо
Джо́зеф Р. Манте́лло (англ. Joseph R. Mantello; род. 27 декабря 1962) — американский актёр и режиссёр, наиболее известный по работе на Бродвее. Лауреат двух премий «Тони».

## Личная жизнь
Мантелло родился в Рокфорде, штат Иллинойс, в семье Джуди и Ричарда Монтелло. Его родители имеют итальянские корни. Он был воспитан в католической вере.
Мантелло — гей. С 1990 по 2002 год он состоял в отношениях с писателем и сценаристом Джоном Робином Бэйцом.

## Работы

### Театральные постановки
- 8
- С девяти до пяти (англ. 9 to 5)
- Божья воля (англ. An Act of God)
- Спрашивать и рассказывать (англ. Asking and Telling)
- Убийцы (англ. Assassins)
- Балтиморский вальс (англ. The Baltimore Waltz)
- Удар (англ. Bash)
- Чёрный дрозд (англ. Blackbird)
- Синее окно (англ. Blue Window)
- Оркестранты (англ. The Boys in the Band)
- Праздник Тела и Крови Христовых (англ. Corpus Christi)
- Мертвец идёт (англ. Dead Man Walking)
- Серенада трех сердец (англ. Design for Living)
- Собачья схватка (англ. Dogfight)
- Толстые мужчины в юбках (англ. Fat Men in Skirts)
- Фрэнки и Джонни под звуки «Лунного света» (англ. Frankie and Johnny in the Clair de Lune)
- Гленгарри Глен Росс (англ. Glengarry Glen Ross)
- Божье сердце (англ. God's Heart)
- Могила (англ. The Grave)
- Хиллари и Клинтон (англ. Hillary and Clinton)
- Люди (англ. The Humans)
- Представляя Брэда (англ. Imagining Brad)
- Последний корабль (англ. The Last Ship)
- Лиллиан (англ. Lillian)
- Любовь! Доблесть! Сострадание! (англ. Love! Valour! Compassion!)
- Человек без цены (англ. A Man of No Importance)
- Марио Кантоне: шлюха для смеха (англ. Mario Cantone: Laugh Whore)
- Близнецы Минеола (англ. The Mineola Twins)
- Мижланский/Зилинский, или 'Придурки' (англ. Mizlansky/Zilinsky or Schmucks)
- Ноябрь (англ. November)
- Странная парочка (англ. The Odd Couple)
- Другие пустынные города (англ. Other Desert Cities)
- Другое место (англ. The Other Place)
- Гордость (англ. The Pride)
- Предложения (англ. Proposals)
- Портье (англ. The Receptionist)
- СантаЛэндовские дневники (англ. The Santaland Diaries)
- Укус змеи (англ. Snakebit)
- Возьми меня (англ. Take Me Out)
- Три дня дождя (англ. Three Days of Rain)
- Три отеля (англ. Three Hotels)
- Три высокие женщины (англ. Three Tall Women)
- Монологи вагины (англ. The Vagina Monologues)
- Злая (англ. Wicked)
- Кто боится Вирджинии Вулф? (англ. Who's Afraid of Virginia Woolf?)

### Кино
| Год  | Русское название               | Оригинальное название     | Роль    | Примечания |
| ---- | ------------------------------ | ------------------------- | ------- | ---------- |
| 1989 | Плюшка                         | Cookie                    | Доминик |            |
| 1997 | Любовь! Доблесть! Сострадание! | Love! Valour! Compassion! | N/A     | Режиссёр   |
| 2020 | Оркестранты                    | The Boys in the Band      | N/A     | Режиссёр   |

### Телевидение
| Год        | Русское название           | Оригинальное название             | Роль                                   | Примечания                                                  |
| ---------- | -------------------------- | --------------------------------- | -------------------------------------- | ----------------------------------------------------------- |
| 1990       | Дни и ночи Молли Додд      | The Days and Nights of Molly Dodd | Микки                                  | Эпизод: «Here's Why You Can Never Have Too Much Petty Cash» |
| 1990       | Три отеля                  | Three Hotels                      | N/A                                    | Режиссёр                                                    |
| 1993       | Сёстры                     | Sisters                           | Адам Олдерберг                         | Эпизод: «Moving Pictures»                                   |
| 1995       | Нью-Йорк, Центральный парк | Central Park West                 | Йен Уолкер                             | 3 эпизода                                                   |
| 1991, 1998 | Закон и порядок            | Law & Order                       | Филип Марко / государственный защитник | Эпизоды: «Confession» / «Tabloid»                           |
| 2014       | Обычное сердце             | The Normal Heart                  | Микки Маркус                           | Телевизионный фильм                                         |
| 2020       | Голливуд                   | Hollywood                         | Дик Сэмюэлс                            | Регулярная роль, 7 эпизодов                                 |

## Награды и номинации
| Год  | Ассоциация                   | Категория                                                   | Номинированная работа                    | Результат |
| ---- | ---------------------------- | ----------------------------------------------------------- | ---------------------------------------- | --------- |
| 1993 | Премия «Драма Деск»          | Лучшая мужская роль второго плана в пьесе                   | Ангелы в Америке: Миллениум приближается | Победа    |
| 1993 | Премия «Тони»                | Лучшая мужская роль второго плана в пьесе                   | Ангелы в Америке: Миллениум приближается | Номинация |
| 1995 | Премия «Оби»                 | Награда имени Джо А. Каллоуэя                               | Любовь! Доблесть! Сострадание!           | Победа    |
| 1995 | Премия «Драма Деск»          | Лучшая режиссура пьесы                                      | Любовь! Доблесть! Сострадание!           | Номинация |
| 1995 | Премия «Тони»                | Лучшая режиссура пьесы                                      | Любовь! Доблесть! Сострадание!           | Номинация |
| 1998 | Премия «Драма Деск»          | Лучшая режиссура мюзикла                                    | Мижланский/Зилинский, или 'Придурки'     | Номинация |
| 2003 | Премия «Драма Деск»          | Лучшая режиссура мюзикла                                    | Человек без роли                         | Номинация |
| 2003 | Премия «Драма Деск»          | Лучшая режиссура пьесы                                      | Возьми меня                              | Номинация |
| 2003 | Премия «Тони»                | Лучшая режиссура пьесы                                      | Возьми меня                              | Победа    |
| 2004 | Премия «Драма Деск»          | Лучшая режиссура мюзикла                                    | Злая                                     | Победа    |
| 2004 | Премия «Драма Деск»          | Лучшая режиссура мюзикла                                    | Возьми меня                              | Номинация |
| 2004 | Премия «Драма Деск»          | Лучшая режиссура мюзикла                                    | Убийцы                                   | Победа    |
| 2004 | Премия «Тони»                | Лучшая режиссура мюзикла                                    | Убийцы                                   | Победа    |
| 2005 | Премия «Драма Деск»          | Лучшая режиссура пьесы                                      | Гленгарри Глен Росс                      | Номинация |
| 2005 | Премия «Тони»                | Лучшая режиссура пьесы                                      | Гленгарри Глен Росс                      | Номинация |
| 2011 | Премия «Тони»                | Лучшая мужская роль в пьесе                                 | Обыкновенное сердце                      | Номинация |
| 2014 | Выбор телевизионных критиков | Лучшая мужская роль второго плана в мини-сериале или фильме | Обыкновенное сердце                      | Номинация |
| 2014 | Прайм-тайм премия «Эмми»     | Лучшая мужская роль второго плана в мини-сериале или фильме | Обыкновенное сердце                      | Номинация |
| 2016 | Премия «Драма Деск»          | Лучшая режиссура пьесы                                      | Люди                                     | Номинация |
| 2016 | Премия «Тони»                | Лучшая режиссура пьесы                                      | Люди                                     | Номинация |
| 2018 | Премия «Тони»                | Лучшая режиссура пьесы                                      | Три высокие женщины                      | Номинация |